# Bulnaikanahalli, Channagiri
Bulnaikanahalli là một làng thuộc tehsil Channagiri, huyện Davanagere, bang Karnataka, Ấn Độ.